# Kanton Flers-Nord
Kanton Flers-Nord (francouzsky Canton de Flers-Nord) byl francouzský kanton v departementu Orne v regionu Dolní Normandie. Tvořilo ho sedm obcí. Zrušen byl po reformě kantonů 2014.

## Obce kantonu
- Aubusson
- La Bazoque
- Caligny
- Cerisy-Belle-Étoile
- Flers (severní část)
- Montilly-sur-Noireau
- Saint-Georges-des-Groseillers